# Theoretical ex-rights price
Der Theoretical ex-rights price (TERP; deutsch „theoretischer Bezugsrechtspreis“) ist im Börsenhandel eine betriebswirtschaftliche Kennzahl, die den theoretischen Aktienkurs bei der Emission junger Aktien nach einer Kapitalerhöhung wiedergibt.

## Allgemeines
Werden Junge Aktien ausgegeben, so geschieht dies oft zu einem günstigeren Preis als dem jeweils aktuellen Börsenkurs der alten Aktie entspricht. Dieser Abschlag (englisch discount) stellt einen Anreiz für bestehende sowie potentielle neue Aktionäre dar, in die jungen Aktien zu investieren. Dieser Abschlag ist auch einer der Gründe, weshalb ein Bezugsrecht für die Altaktionäre interessant ist bzw. stellt er die Grundlage für die Ermittlung des Wertes der Bezugsrechte dar.

## Ermittlung
Errechnet wird der TERP, indem man das arithmetische Mittel der Preise von jungen und alten Aktien ermittelt, also die Anzahl der Altaktien mit dem aktuellen Aktienkurs multipliziert, zu diesen das Produkt aus Anzahl junger Aktien und Emissionspreis der neuen Aktien addiert und dieses durch die Summe der Anzahl junge Aktien zuzüglich Anzahl alte Aktien dividiert:
{\displaystyle TERP={\frac {{\text{(Anzahl Altaktien}}\cdot {\text{Aktienkurs}})+{\text{(junge Aktien}}\cdot Emissionspreis)}{{\text{Anzahl Altaktien}}+{\text{junge Aktien}}}}}.
Der theoretische Wert des Bezugsrechts ergibt sich wie folgt:
Bezugsrecht = (Alter Aktienkurs - Ausgabepreis neue Aktien) / (Bezugsverhältnis+1)